# Kume Kei'ichirō
Kume Kei'ichirō (久米 桂一郎?  Provincia de Hizen, Japón, 11 de septiembre de 1866 - 29 de julio de 1934) fue un pintor japonés, activo durante la era Meiji y Shōwa. Su padre fue Kume Kunitake, un reconocido historiador.

## Biografía
Kume nació el 11 de septiembre de 1866 en la provincia de Hizen (hoy en día Saga), como el único hijo del historiador Kume Kunitake. Estudió en París, aprendiendo técnicas del pintor Raphaël Collin en la Académie Colarossi. Vivió en París, Barcelona y Île-de-Bréhat antes de regresar a Japón en 1893. De regreso en Japón, contribuyó a la introducción del impresionismo junto con Kuroda Seiki. Más tarde, se convirtió en un prestigioso profesor en la Universidad Nacional de Bellas Artes y Música de Tokio.

## Galería

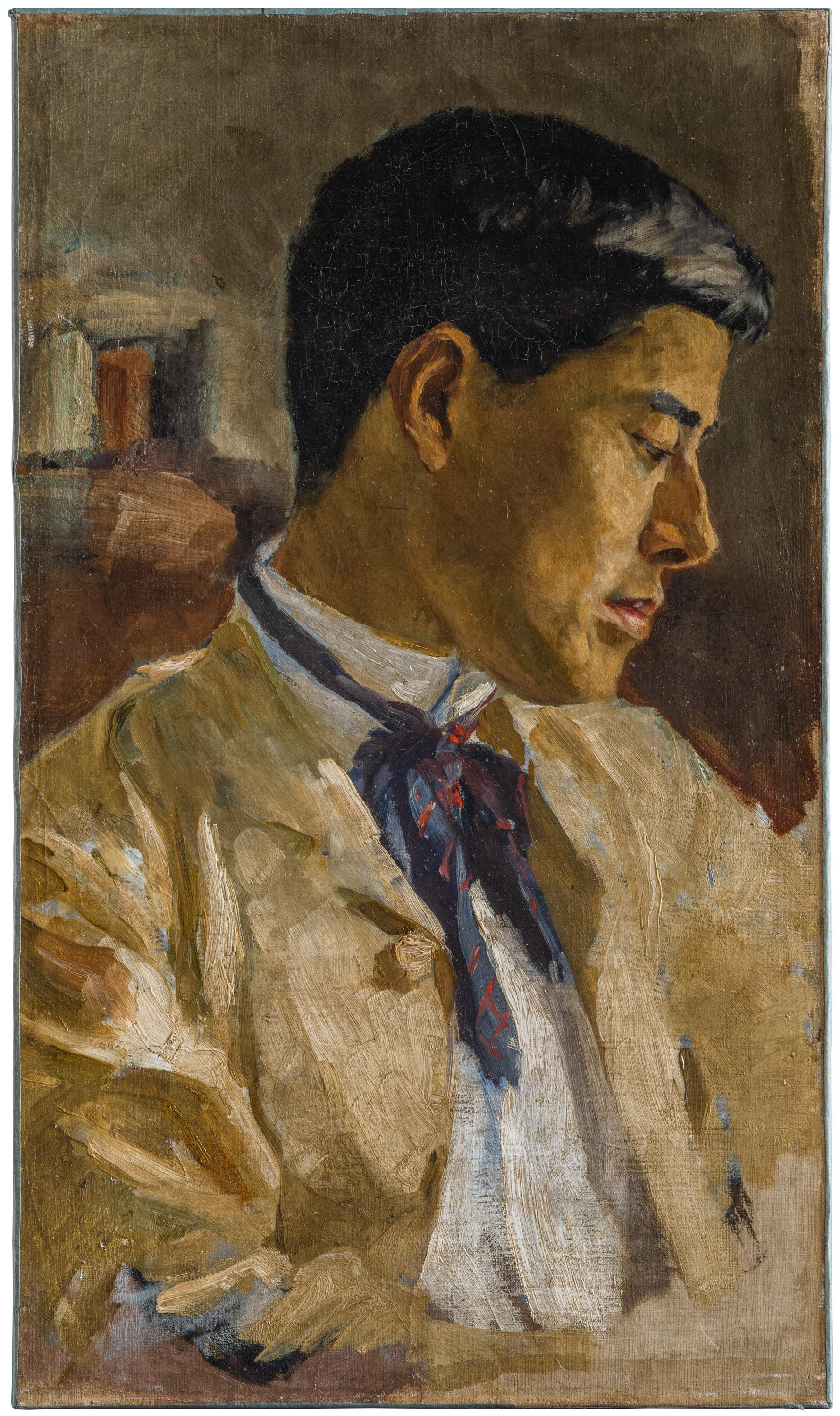
Retrato de Kume Keiichirō por Kuroda Seiki, 1889.
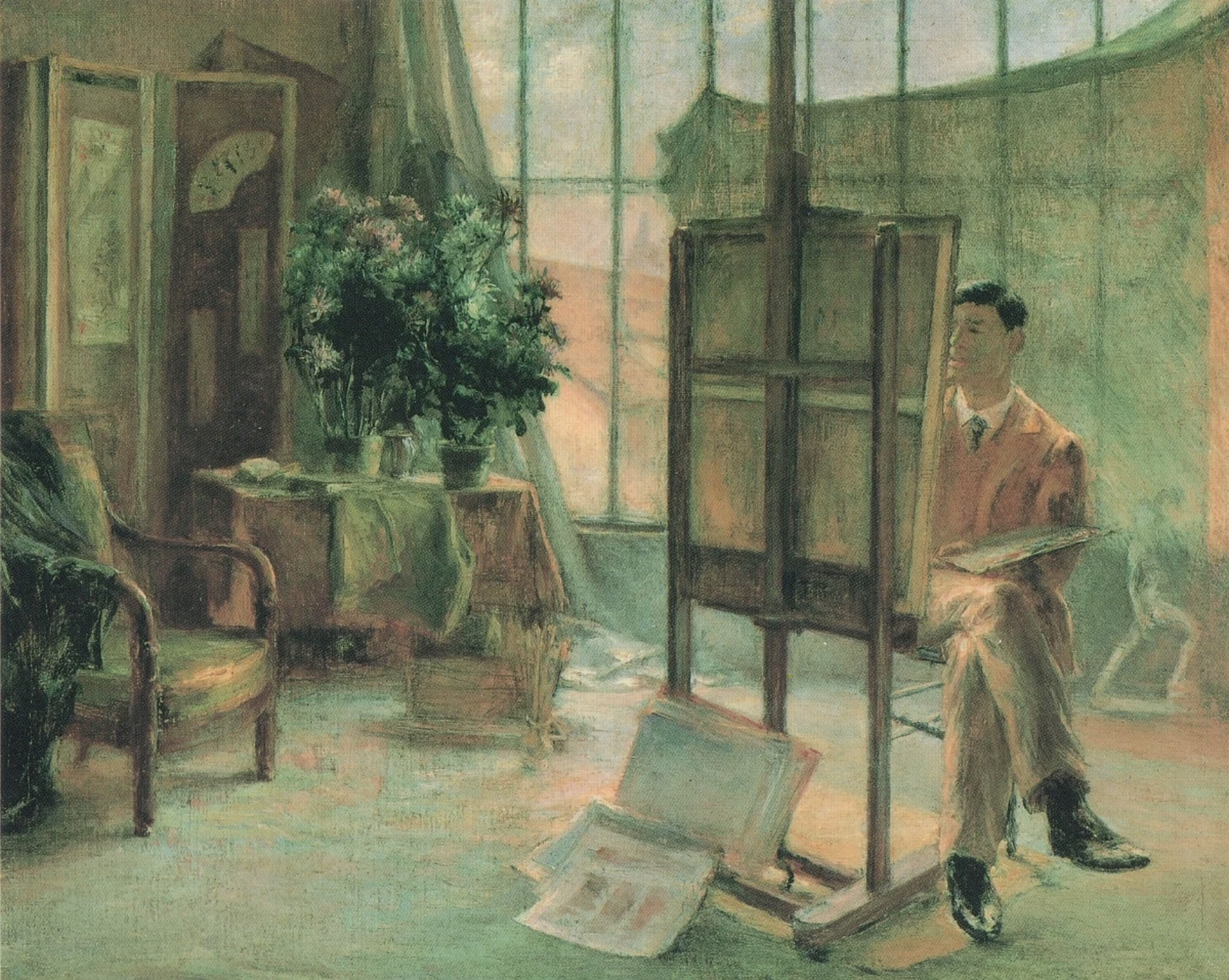
Kume en su estudio, por Kuroda Seiki, 1889.
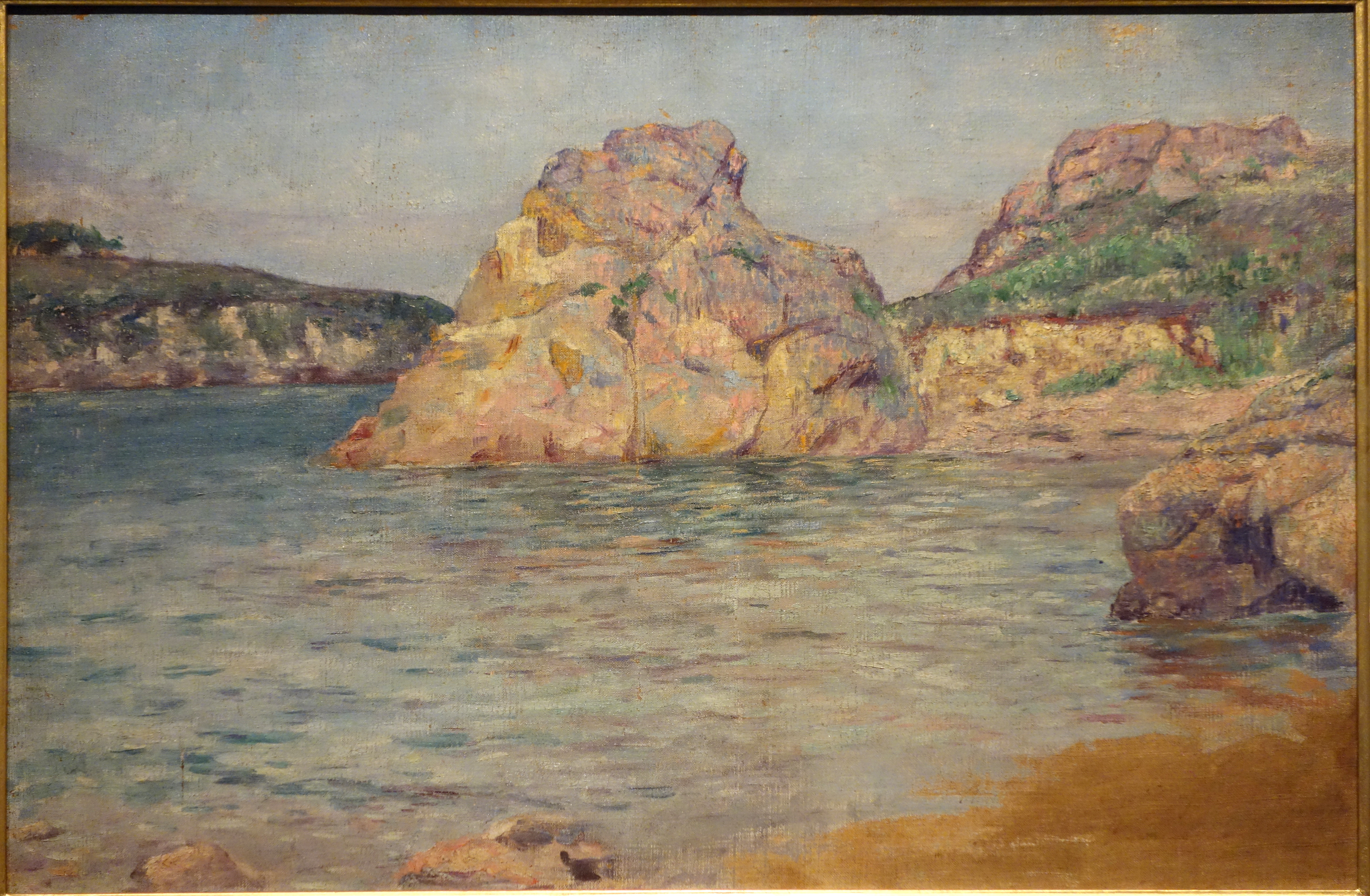
Île-de-Bréhat, 1891.
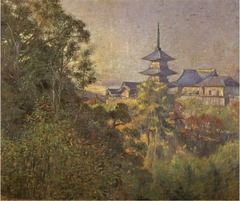
Kiyomizu-dera, 1893.
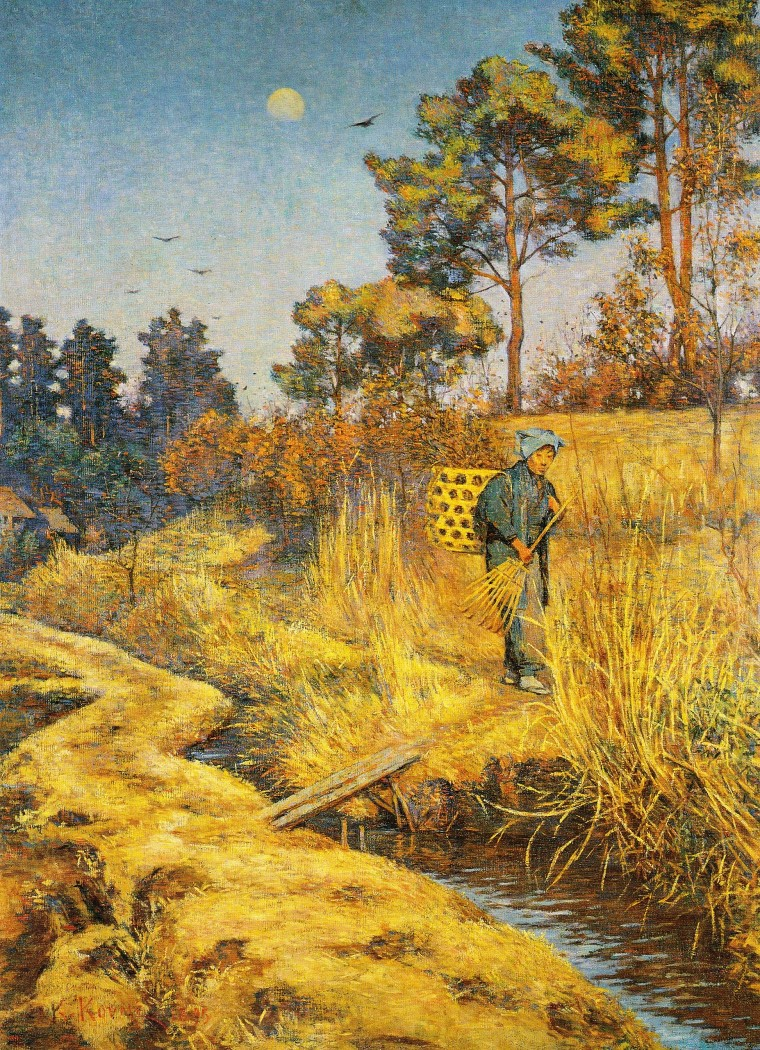
Otoño, 1895.
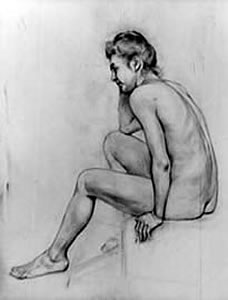
Desnudo, fecha desconocida.